# Saintpaulia
Las plantas con flor Saintpaulia, también conocidas popularmente como violetas africanas, son un género con 6 especies  perteneciente a la familia Gesneriaceae nativo de Tanzania y sureste de Kenia en el este de África tropical, con un campo de habitualidad más común en las montanas de Nguru de Tanzania. 

## Descripción
Son plantas de crecimiento más horizontal que vertical, suelen tener de 6 a 15 cm de alto y 6 a 30 cm de ancho, y si crecen en maceta, estas dimensiones pueden acortarse. Las hojas son redondas u ovaladas de 2,5 a 8,5 mm de largo con un pecíolo de entre 2 a 10 cm, finamente vellosas y con textura carnosa.  Las flores tienen de 2 a 3 cm de diámetro, con una corola aterciopelada de cinco lóbulos («pétalos») y surgen agrupadas en número de 3 a 10 o más sobre tallos delgados (pedúnculos). No desarrollan demasiada raíz, pues estas llegan a medir de entre 7 a 12 cm de profundidad. El color de la flor en las especies silvestres puede ser violeta, púrpura, azul claro, azul índigo o blanco, aunque existen casos en los que estos colores pueden mezclarse.

## Filogenia y taxonomía
Este género está estrechamente relacionado con ''Streptocarpus'', según los últimos estudios filogenéticos lo que sugiere que ha evolucionado directamente desde el subgénero Streptocarpella. El nombre común se dio debido a una ligera semejanza con la verdadera flor de Violeta (Viola, de la familia Violaceae).
Muchas de las especies y subespecies están en peligro de extinción y otras muchas amenazadas, debido a los clareos que se efectúan en su hábitat natural, el bosque nuboso, para su utilización como zonas agrícolas.
Las revisiones del género realizadas por Brian Laurence Burtt lo habían ampliado a aproximadamente 20 especies. Sin embargo, en estudios taxonómicos recientes,se demostró que estas especies se diferenciaban muy poco, tanto genética como morfológicamente, por ello, su número ha sido reducido a 6 con la mayor parte de las anteriores especies clasificadas como subespecies bajo S. ionantha.

### Nombres antiguos vs. nombres actuales
- Saintpaulia amaniensis = S. ionantha ssp. grotei
- Saintpaulia brevipilosa = S. ionantha ssp. velutina
- Saintpaulia confusa = S. ionantha ssp. grotei
- Saintpaulia difficilis = S. ionantha ssp. grotei
- Saintpaulia diplotricha = S. ionantha ssp. ionantha var. diplotricha
- Saintpaulia grandifolia = S. ionantha ssp. grandifolia
- Saintpaulia grotei = S. ionantha ssp. grotei
- Saintpaulia intermedia = S. ionantha ssp. pendula
- Saintpaulia magungensis = S. ionantha ssp. grotei
- Saintpaulia magungensis var. minima = S. ionantha ssp. grotei
- Saintpaulia magungensis var. occidentalis = S. ionantha ssp. occidentalis
- Saintpaulia nitida = S. ionantha ssp. nitida
- Saintpaulia orbicularis = S. ionantha ssp. orbicularis
- Saintpaulia pendula = S. ionantha ssp. pendula
- Saintpaulia pendula var. kizarae = S. ionantha ssp. pendula
- Saintpaulia rupicola = S. ionantha ssp. rupicola
- Saintpaulia tongwensis = S. ionantha ssp. ionantha var. ionantha
- Saintpaulia velutina = S. ionantha ssp. velutina

## Etimología
El género lleva el nombre de Barón Walter von Saint Paul-Illaire (aun sin su merecido artículo) (1860-1910), comisionado de distrito de la provincia de Tanga  quien descubrió la planta en Tanganyika (ahora Tanzania) en 1892 y envió las semillas a su padre en Alemania, un botánico aficionado.  Dos entusiastas de las plantas, los británicos Sir John Kirk y el reverendo W.E. Taylor, habían recogido y presentado especímenes al Real Jardín Botánico de Kew con anterioridad, en 1884 y 1887, respectivamente, pero la calidad de las muestras era insuficiente para permitir la descripción científica en ese momento, y la descripción se pospuso. El género Saintpaulia y la especie original S. ionantha fueron descritos científicamente por Johan Wendland en 1893.

## Cultivo
Las violetas africanas se cultivan ampliamente como plantas de interior. Hasta hace poco, solamente unas cuantas de las especies se utilizaban en programas de cultivo para obtener híbridos. La mayoría de las disponibles en el mercado para uso doméstico son cultivares obtenidos de S. ionantha (syn. S. kewensis). En la actualidad se está empezando a considerar una selección más amplia de especies como fuentes de genes para crear modernos cultivares.